# Arman (Myagdi)
Arman – gaun wikas samiti w zachodniej części Nepalu w strefie Dhawalagiri w dystrykcie Myagdi. Według nepalskiego spisu powszechnego z 2001 roku liczył on 862 gospodarstw domowych i 4443 mieszkańców (2424 kobiet i 2019 mężczyzn).